# Leslie Djhone
Leslie Djhone (Abidjan, 18 de março de 1981) é um ex-velocista francês nascido na Costa do Marfim, campeão mundial dos 4x400 m rasos. Ele conquistou seu título mundial e a medalha de ouro no Campeonato Mundial de Atletismo de 2003, em Paris, França.
Inicialmente a equipe da França chegou em segundo lugar, atrás do revezamento dos Estados Unidos. A posterior suspensão por doping de Jerome Young, um dos integrantes do 4x400 m norte-americano que venceu aquela prova, com todos seus resultados anulados a partir de 1999, fez com que a equipe americana fosse desclassificada e a medalha de ouro passada ao revezamento francês.